# Great Greeks
Μεγάλοι Έλληνες (em inglês: Great Greeks, lit. em português: Grandes Gregos) é um programa de televisão grego do gênero jornalístico exibido pelo canal Skai TV lançado em janeiro de 2009. O programa é baseado no programa britânico 100 Greatest Britons da emissora BBC que também colabora na produção do programa.

## Formato
A série é dividida em três partes. A primeira parte constituiu em um processo de votação que começou no dia 16 de abril de 2008 e permaneceu até o dia 7 de maio de 2008, a fim de escolher cem personalidades predominantes, importantes que marcaram a história da Grécia. A segunda parte lançada apresentou o top 100 e os 10 primeiros colocados. A terceira parte começou em 23 de fevereiro de 2009, formando uma nova votação para o público decidir o pódio.
| Posição | Grandes Gregos          | Celebridade         |
| ------- | ----------------------- | ------------------- |
| 1       | Alexandre, o Grande     | Yannis Smaragdis    |
| 2       | Georgios Papanikolaou   | Maria Houkli        |
| 3       | Theodoros Kolokotronis  | Sia Kosioni         |
| 4       | Konstantinos Karamanlis | Stefanos Manos      |
| 5       | Sócrates                | Vassilis Karasmanis |
| 6       | Aristóteles             | Gregory Patrikareas |
| 7       | Eleftherios Venizelos   | Petros Tatsopoulos  |
| 8       | Ioannis Kapodistrias    | Thanos Veremis      |
| 9       | Platão                  | Pemy Zouni          |
| 10      | Péricles                | Tasos Telloglou     |

### Top 10

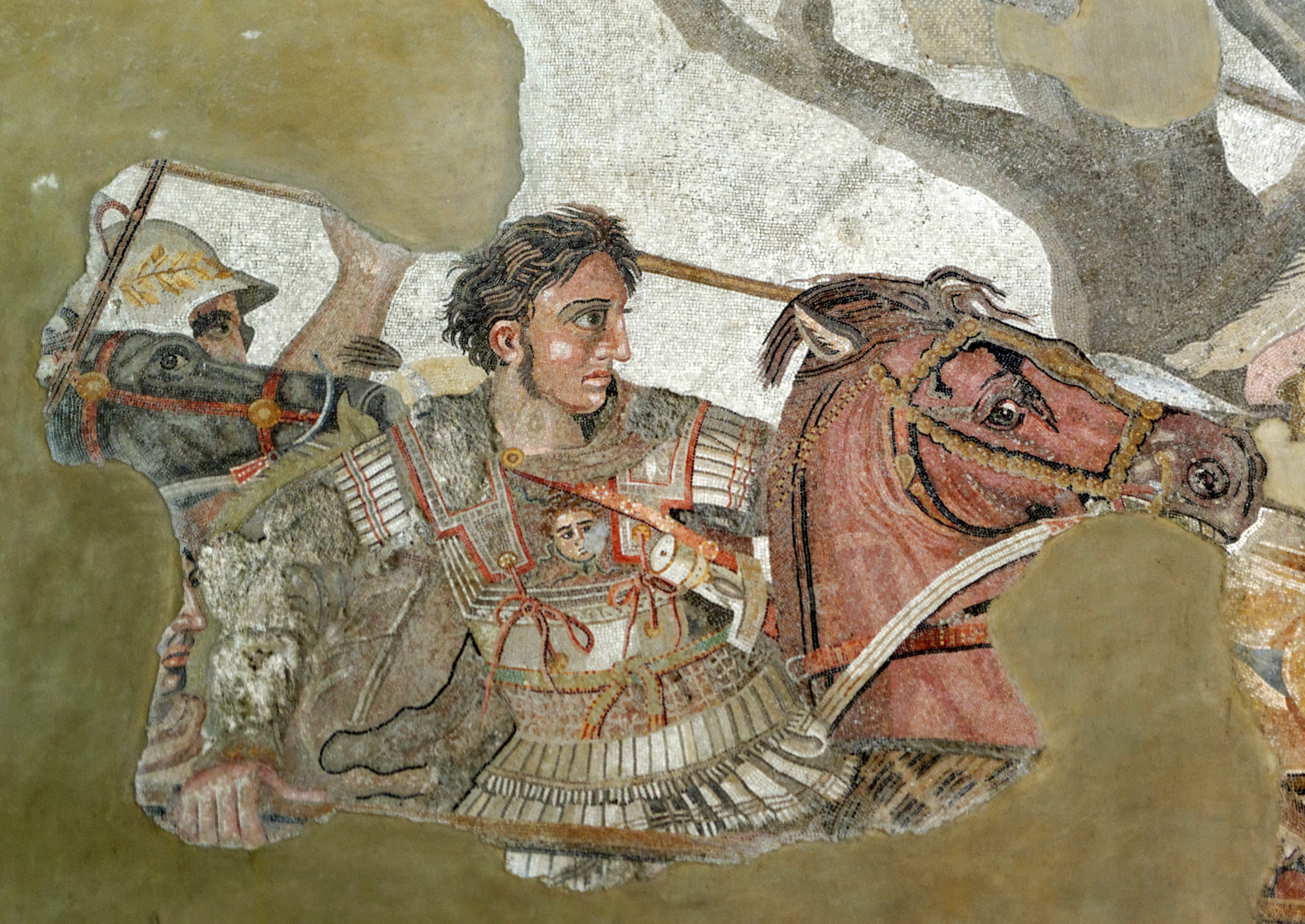
Alexandre, o Grande
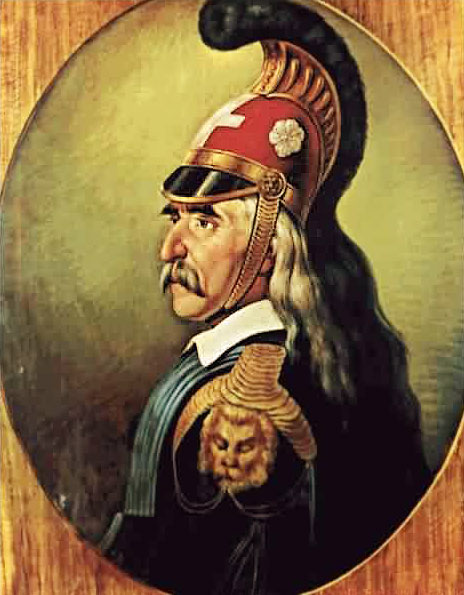
Theodoros Kolokotronis
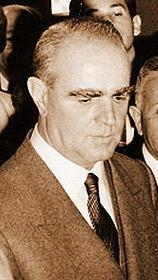
Konstantinos Karamanlis
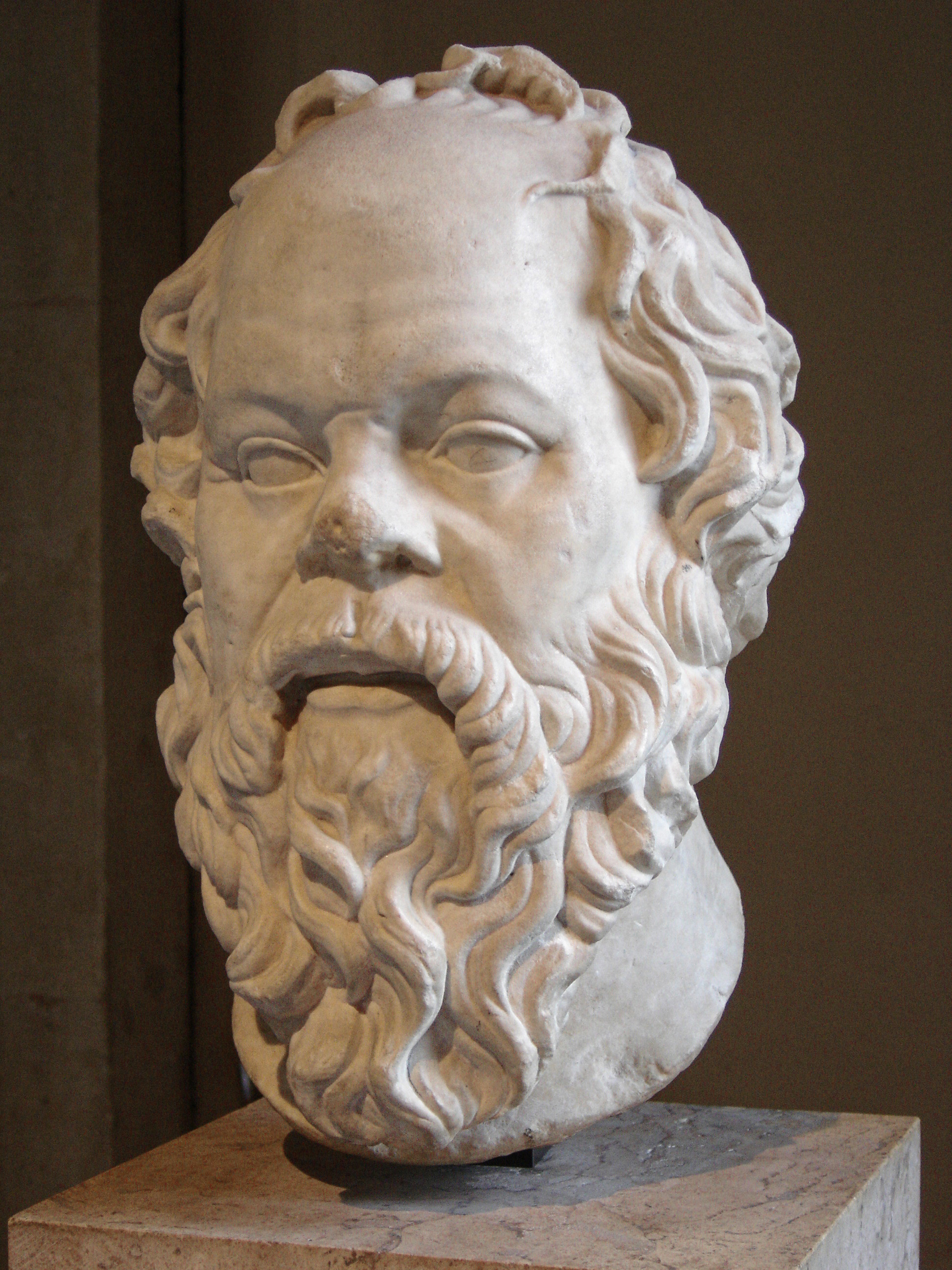
Sócrates
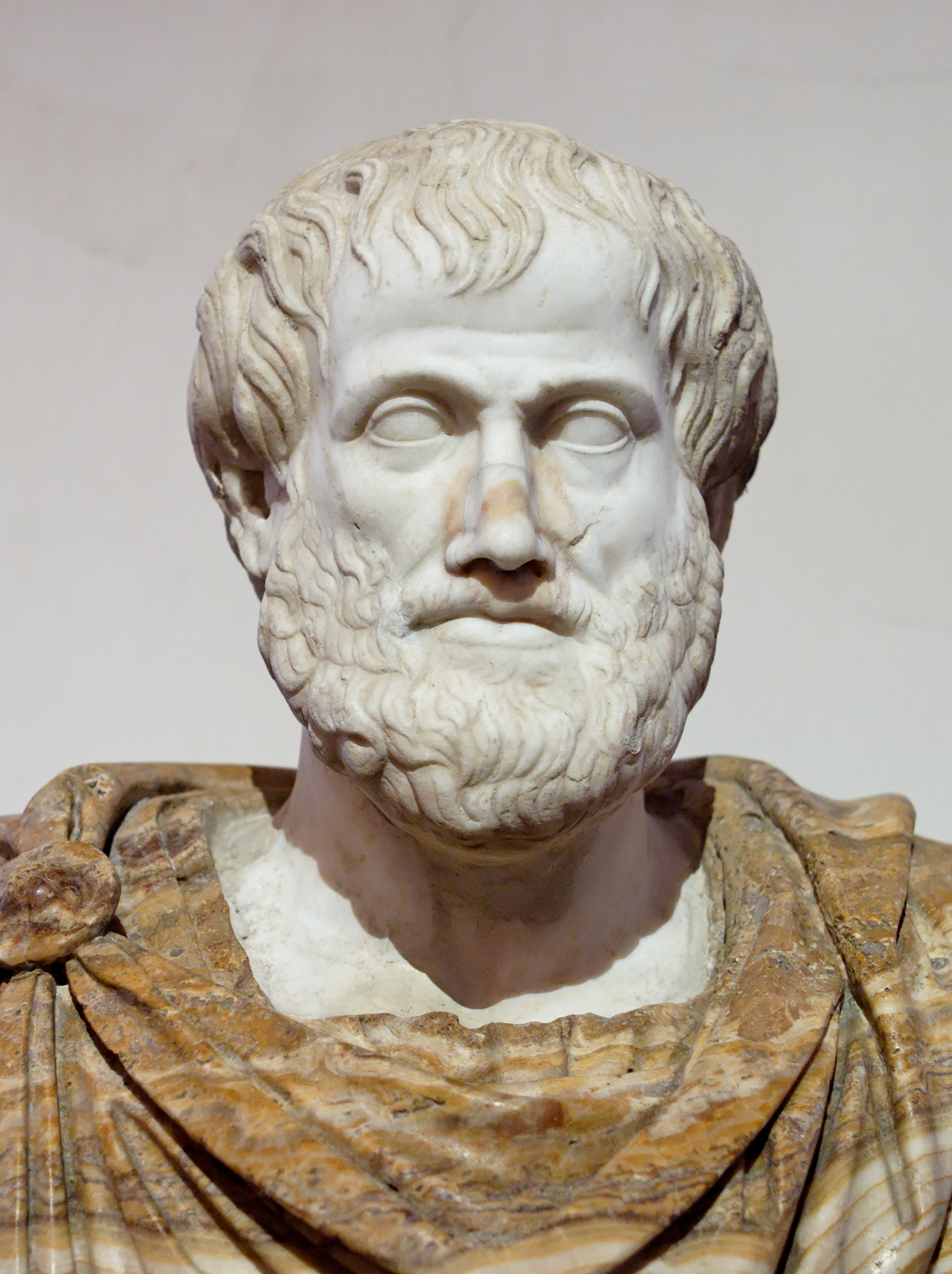
Aristóteles
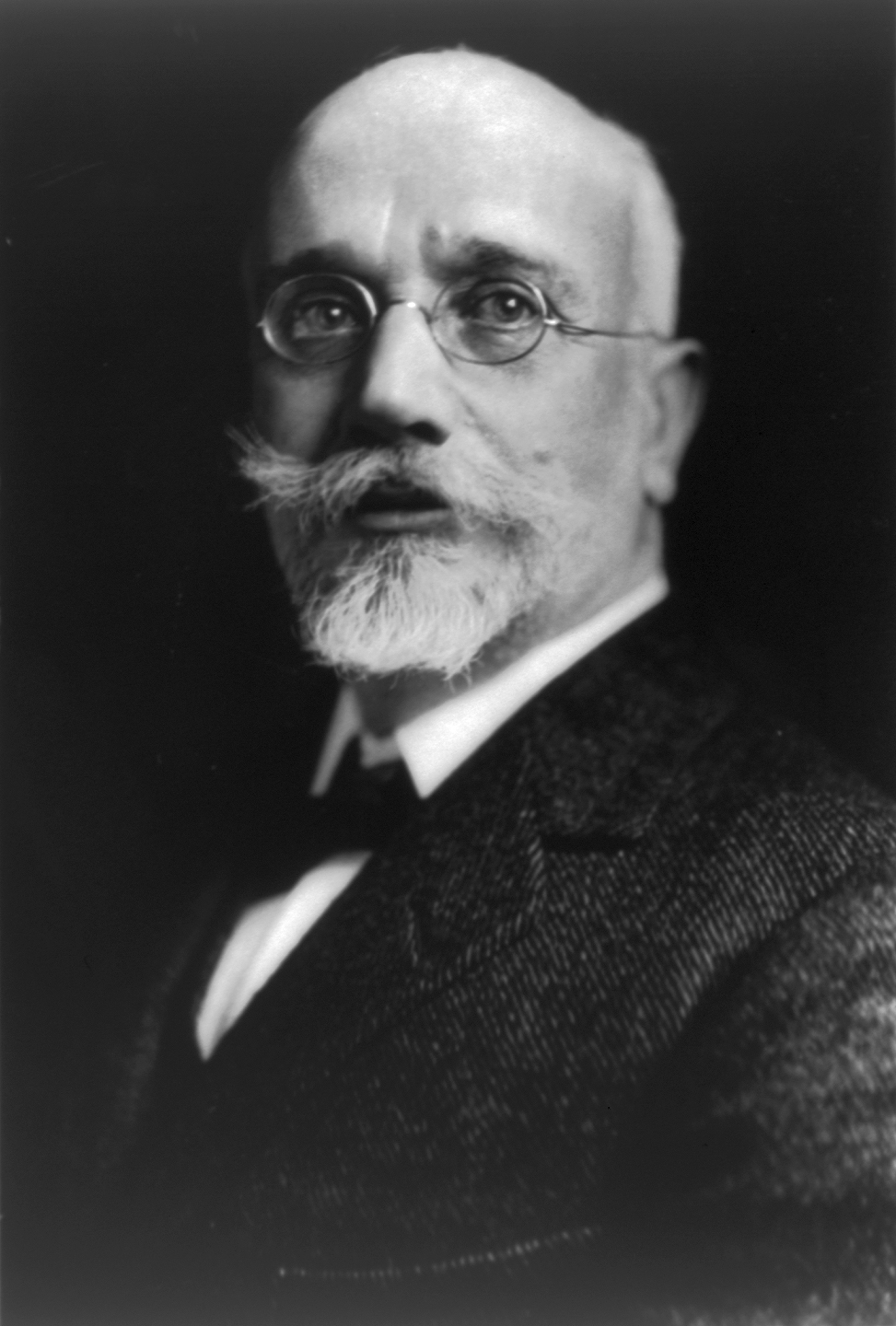
Eleftherios Venizelos
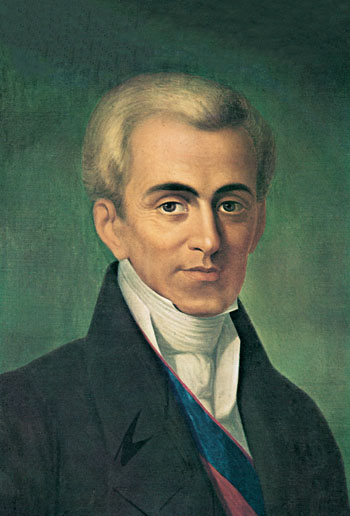
Ioannis Kapodistrias
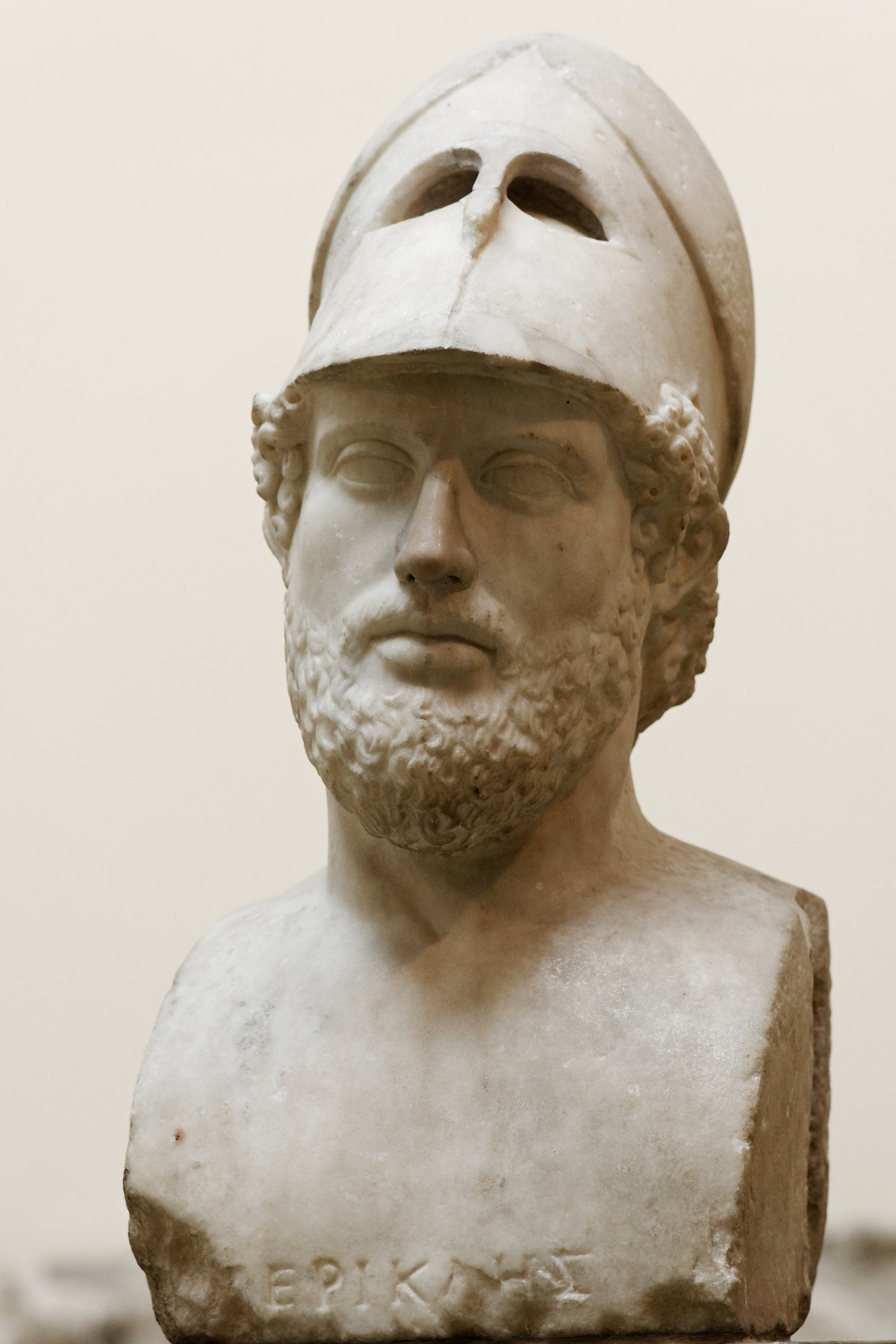
Péricles

## Escolhidos

### Top 100
| - 1. Alexandre, o Grande - 2. Geórgios Papanicolau - 3. Theodoros Kolokotronis - 4. Konstantinos Karamanlis - 5. Sócrates - 6. Aristóteles - 7. Eleftherios Venizelos - 8. Ioannis Kapodistrias - 9. Platão - 10. Péricles - 11. Mikis Theodorakis - 12. Constantin Carathéodory - 13. Melina Mercouri - 14. Andréas Papandréou - 15. Nikos Kazantzakis - 16. Odysseas Elytis - 17. Homero - 18. Manos Hadjidakis - 19. Leónidas I de Sparta - 20. Hipócrates - 21. Pitágoras - 22. Konstantinos Kaváfis - 23. Maria Callas - 24. Arquimedes de Siracusa - 25. Aristóteles Onassis - 26. Charilaos Trikoupis - 27. Doménicos Theotokópoulos (El Greco) - 28. Constantino XI Paleólogo - 29. Giorgos Seferis - 30. Rigas Feraios - 31. Aris Velouchiotis - 32. Ioannis Metaxas - 33. Nick Galis - 34. Georgios Karaiskakis |  | - 35. Demócrito - 36. Gemisto Pletão - 37. Dionysios Solomos - 38. Yannis Makriyannis - 39. Adamantios Korais - 40. Yiannis Ritsos - 41. Temístocles - 42. Heráclito - 43. Tucídides - 44. Euclides - 45. Pavlos Melas - 46. Christodoulos, Arcebispo de Atenas - 47. Athanasios Diakos - 48. Theodoros Zagorakis - 49. Dimitri Nanopoulos - 50. Soldado Desconhecido - 51. Fídias - 52. Aristófanes - 53. Kostis Palamas - 54. Cosmas de Etólia - 55. Manolis Andronikos - 56. Sófocles - 57. Nikos Beloyannis - 58. Cornelius Castoriadis - 59. Geórgios Papandréu - 60. Margioris, Nikolaos A. - 61. Alexandros Panagoulis - 62. Geórgios Papadópoulos - 63. Epicuro - 64. Alexandros Papadiamantis - 65. Otão da Grécia - 66. Vangelis (Evangelos Odysseas Papathanassiou) - 67. Sólon |  | - 68. Clístenes - 69. Ésquilo - 70. Basílio II (the Bulgar-Slayer) - 71. Constantino - 72. Ion Dragoumis - 73. Kostas Simitis - 74. Nikolaos Plastiras - 75. Dimitris Mitropoulos - 76. Theodoros Angelopoulos - 77. Nikos Xilouris - 78. Stelios Kazantzidis - 79. Charilaos Florakis - 80. Eurípides - 81. Karolos Koun - 82. Justiniano - 83. Lakis Lazopoulos - 84. Heródoto - 85. Thanasis Veggos - 86. Hélène Ahrweiler - 87. Katina Paxinou - 88. Aliki Vougiouklaki - 89. Markos Vamvakaris - 90. Gregoris Lambrakis - 91. Vassilis Tsitsanis - 92. Pyrros Dimas - 93. Manos Loïzos - 94. Manolis Glezos - 96. Filipe II da Macedônia - 97. Dimitris Horn - 98. Laskarina Bouboulina - 99. Tales de Mileto - 100. Praxiteles |